# Västerfärnebo församling
Västerfärnebo församling var en församling i Västerås stift och i Sala kommun i Västmanlands län. Församlingen uppgick 2008 i Västerfärnebo-Fläckebo församling.

## Administrativ historik
Församlingen har medeltida ursprung. 1686 utbröts Karbennings församling som den därefter till 1816 ingick i pastorat med. Från 1816 till 1962 utgjorde församlingen ett eget pastorat för att från 1962 till 2008 vara moderförsamling i pastoratet Västerfärnebo, Fläckebo och Karbenning, där Karbenning utgick från en tidpunkt före 2003. Församlingen uppgick 2008 i Västerfärnebo-Fläckebo församling.

## Kyrkor
- Västerfärnebo kyrka